# Susanne Petsch
Susanne Petsch (* 24. Juli 1987) ist eine ehemalige deutsche Fußballspielerin.

## Karriere
Während ihrer Zugehörigkeit zur Jugendabteilung des FC Bayern München kam sie für die erste Mannschaft im Bundesligaspiel am 9. April 2006 (16. Spieltag), beim 5:0-Sieg im Auswärtsspiel gegen den VfL Sindelfingen, für Sonja Spieler in der 63. Minute zu ihrem Debüt im Seniorenbereich. In der Folgesaison – inzwischen dauerhaft im Kader der ersten Mannschaft – bestritt sie weitere fünf Bundesligaspiele, in denen sie am 8. Oktober 2006 (3. Spieltag) das 2:1-Siegtor in der 75. Minute im Heimspiel gegen den FFC Brauweiler Pulheim erzielte.